# Milanovo (miasto Leskovac)
Milanovo (cyr. Миланово) – wieś w Serbii, w okręgu jablanickim, w mieście Leskovac. W 2011 roku liczyła 516 mieszkańców.